# Czasznikowate
Czasznikowate (Icmadophilaceae Triebel) – rodzina grzybów z rzędu otwornicowców (Pertusariales).

## Systematyka
Pozycja w klasyfikacji według Index FungorumIcmadophilaceae, Pertusariales, Ostropomycetidae, Lecanoromycetes, Pezizomycotina, Ascomycota, Fungi.
RodzajeWedług aktualizowanej klasyfikacji Index Fungorum bazującej na Dictionary of the Fungi do rodziny tej należą rodzaje:
- Dibaeis Clem. 1909 – grzybczyk
- Endocena Cromb. 1876
- Icmadophila Trevis. 1852 – czasznik
- Knightiellastrum L. Ludw. & Kantvilas 2020
- Pseudobaeomyces M. Satô 1940
- Siphula Fr. 1831
- Siphulella Kantvilas, Elix & P. James 1992
- Siphulopsis Kantvilas & A.R. Nilsen 2020
- Thamnolia Ach. ex Schaer. 1850 – szydlina[2].

Nazwy polskie według W. Fałtynowicza.